# Syngramma Suevicum
Das Syngramma Suevicum (gr. syngrámma „gemeinsame Schrift“) ist das Antwortschreiben der Theologen um Johannes Brenz an Johannes Oekolampad im 1525 aufkommenden Abendmahlsstreit der Reformatoren. 

## Oekolampad und die Theologen „in Schwaben“
Im September 1525 erschien eine von Johannes Oekolampad in Basel verfasste Schrift, in der er für die symbolische Abendmahlsauffassung Zwinglis eintrat. In seinem Nachwort widmete er diese Schrift den „lieben Brüdern in Christus, die in Schwaben die Botschaft verkünden“, und er forderte sie zu einer Stellungnahme auf. Damit wandte sich der aus Weinsberg stammende Oekolampad an die Geistlichen in seiner alten Heimat, an Johannes Brenz in Schwäbisch Hall, an Erhard Schnepf, seinen Nachfolger in der Weinsberger Prädikatur, und an andere in Hall, Heilbronn und im Kraichgau, von denen er viele persönlich kannte. 
Noch im September 1525 trafen sich die angesprochenen Theologen in Schwäbisch Hall, um die unterschiedlichen Standpunkte in der  Abendmahlsfrage zu beraten. Brenz wurde beauftragt, das Ergebnis des Gesprächs, die Ablehnung der symbolischen Abendmahlsauffassung Zwinglis, in einem Gegenschreiben zu formulieren. Unter dem Datum vom 21. Oktober 1525 wurde die Antwort Oekolampad zugesandt. In der Literatur nennt man dieses Schreiben Syngramma, nach dem Titel der im Januar 1526 in Augsburg erschienenen Druckschrift. Das in lateinischer Sprache verfasste Syngramma wurde in Wittenberg nachgedruckt. Für die dann von Johannes Agricola gefertigte Übertragung ins Deutsche schrieb Martin Luther das Vorwort.

## Die Teilnehmer in Schwäbisch Hall
Das Syngramma ist das Ergebnis der Beratungen von vierzehn in der Schrift namentlich genannten lutherischen Pfarrern und Predigern im aufkommenden Abendmahlsstreit. 
Johann Lachmann, der Inhaber der Prädikatur in Heilbronn, ist nach Hall gekommen und Erhard Schnepf, der zu dieser Zeit Prediger in Wimpfen war. Bernhard Griebler, der Prediger in Gemmingen, und Johann Geyling werden genannt. Geyling war 1524/25 Hofprediger des vertriebenen Herzogs Ulrich in Mömpelgard und im Sommer 1525 Hofprediger bei Kurfürst Ludwig in Heidelberg. Zur Zeit der Abfassung des Syngramma weilte er bei Brenz in Hall. In der Aufzählung folgen Martin Germanus, der Pfarrer Philipps von Gemmingen († 1544) in Fürfeld, und Johann Gallus, der Pfarrer der Göler von Ravensburg in Sulzfeld. Den erwähnten Ulricus Vuissacensis Suigerus kann man nicht sicher identifizieren. Möglicherweise handelt es sich bei ihm um Ulrich Schweicker, der eine der neippergschen Kaplaneien an der Stadtkirche Schwaigern innehatte und den mit Erhard Schnepf verwandten Schwaigerner Pfarrer Bernhard Wurzelmann vertreten haben könnte. Johann Walz war von 1524 bis 1525 der erste  evangelische Schulmeister an dem in ein Gymnasium umgewandelten Franziskanerkloster in Hall. Bis 1530 war er Pfarrer in Neckarmühlbach. Wolfgang Stier war Pfarrer in Orendelsall bei Schwäbisch Hall. Johann Herolt aus Reinsberg bei Schwäbisch Hall war der Sohn eines Priesters; 1514 erhielt er die Pfarrei seines Vaters. Von Johann Rudolphi ist nur wenig bekannt; bis 1532 versorgte er die Pfarrei in Menzingen. Johann Isenmann (auch Eisenmenger), aus einer Haller Familie, übernahm 1524 die Pfarrei an St. Michael in Hall. Michael Gräter stammte, wie Isenmann, aus Hall und wurde dort 1521 Pfarrer an St. Katharinen. Das sind die – neben Johannes Brenz – im Syngramma namentlich genannten Teilnehmer an dem Treffen in Hall.